# Écrammeville
Écrammeville és un municipi francès situat al departament de Calvados i a la regió de Normandia. L'any 2007 tenia 195 habitants.

## Demografia

### Població
El 2007 la població de fet d'Écrammeville era de 195 persones. Hi havia 68 famílies de les quals 12 eren unipersonals (4 homes vivint sols i 8 dones vivint soles), 28 parelles sense fills, 20 parelles amb fills i 8 famílies monoparentals amb fills.
La població ha evolucionat segons el següent gràfic:
Habitants censats

### Habitatges
El 2007 hi havia 101 habitatges, 74 eren l'habitatge principal de la família i 27 eren segones residències. 98 eren cases i 1 era un apartament. Dels 74 habitatges principals, 60 estaven ocupats pels seus propietaris, 11 estaven llogats i ocupats pels llogaters i 3 estaven cedits a títol gratuït; 4 tenien dues cambres, 6 en tenien tres, 14 en tenien quatre i 49 en tenien cinc o més. 51 habitatges disposaven pel capbaix d'una plaça de pàrquing. A 35 habitatges hi havia un automòbil i a 33 n'hi havia dos o més.

### Piràmide de població
La piràmide de població per edats i sexe el 2009 era:
| Homes | Edats   | Dones |
| ----- | ------- | ----- |
| 0     | 95 o +  | 0     |
| 0     | 90 a 94 | 0     |
| 0     | 85 a 89 | 0     |
| 0     | 80 a 84 | 8     |
| 0     | 75 a 79 | 0     |
| 4     | 70 a 74 | 4     |
| 4     | 65 a 69 | 8     |
| 8     | 60 a 64 | 12    |
| 0     | 55 a 59 | 4     |
| 0     | 50 a 54 | 0     |
| 4     | 45 a 49 | 0     |
| 8     | 40 a 44 | 8     |
| 12    | 35 a 39 | 12    |
| 8     | 30 a 34 | 0     |
| 4     | 25 a 29 | 4     |
| 12    | 20 a 24 | 8     |
| 16    | 15 a 19 | 8     |
| 8     | 10 a 14 | 8     |
| 4     | 5 a 9   | 8     |
| 0     | 0 a 4   | 8     |

## Economia
El 2007 la població en edat de treballar era de 120 persones, 83 eren actives i 37 eren inactives. De les 83 persones actives 71 estaven ocupades (42 homes i 29 dones) i 12 estaven aturades (3 homes i 9 dones). De les 37 persones inactives 21 estaven jubilades, 5 estaven estudiant i 11 estaven classificades com a «altres inactius».

### Ingressos
El 2009 a Écrammeville hi havia 80 unitats fiscals que integraven 208 persones, la mediana anual d'ingressos fiscals per persona era de 16.022 €.

### Activitats econòmiques
Dels 8 establiments que hi havia el 2007, 1 era d'una empresa de construcció, 1 d'una empresa de comerç i reparació d'automòbils, 2 d'empreses d'informació i comunicació, 1 d'una empresa financera i 3 d'empreses de serveis.
L'únic servei als particulars que hi havia el 2009 era un guixaire pintor.
L'any 2000 a Écrammeville hi havia 10 explotacions agrícoles que ocupaven un total de 310 hectàrees.

## Poblacions més properes
El següent diagrama mostra les poblacions més properes.